# Thiat
Thiat (Tiat en occitan) était depuis 1861 une commune française située dans le département de la Haute-Vienne en région Nouvelle-Aquitaine. Depuis le 1er janvier 2019, Thiat est devenue une des quatre communes déléguées de la commune nouvelle de Val-d'Oire-et-Gartempe.

## Géographie

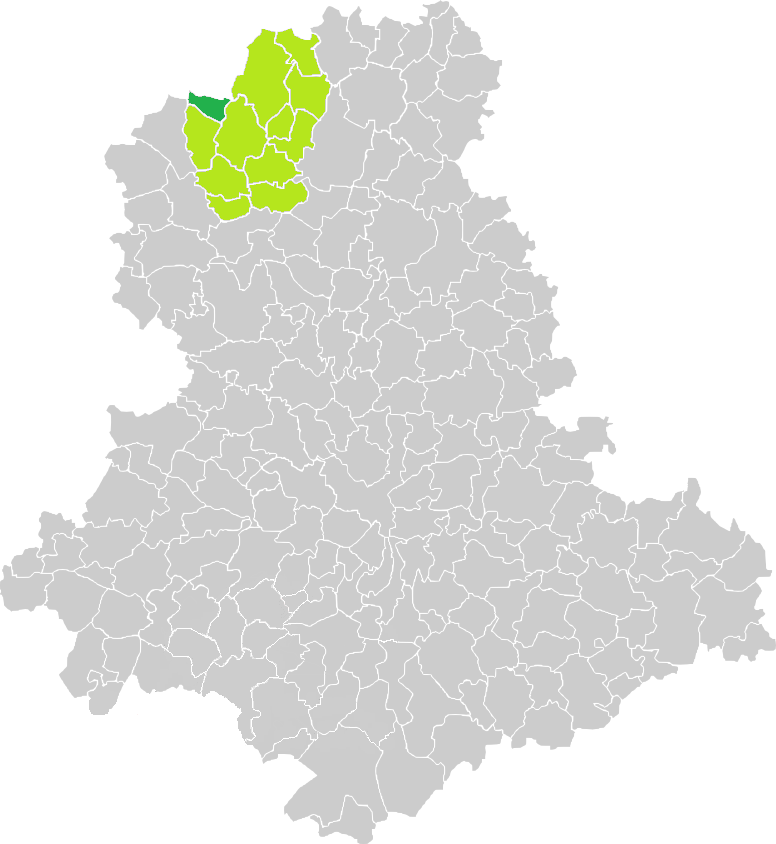
Situation de la commune de Thiat en Haute-Vienne.

Les limites de la commune sont définies par la Gartempe à l'ouest sur deux kilomètres, au nord par le ruisseau de Montagne qui représente aussi la limite du département et de la région avec la Vienne, au sud par la Brame sur environ six kilomètres et à l'est par le parcellaire.
Le territoire communal est arrosé par la rivière Gartempe, et s'y trouve au débouché aval de cette dernière, à son entrée dans le département voisin de la Vienne, le point le plus bas de la Haute-Vienne, avec 121 mètres d'altitude.
Deux bois existent sur la commune : le bois du Ratier (environ 100 hectares) et la lande de Thiat.
|                                             | Lathus-Saint-Rémy (Vienne)      |                      |
| Bussière-Poitevine (Val-d'Oire-et-Gartempe) | Thiat                           | Oradour-Saint-Genest |
|                                             | Darnac (Val-d'Oire-et-Gartempe) |                      |

## Histoire
L'histoire de la commune commence avec un évêque d'Autun du nom de Léger vers 650. Disgracié, il fut obligé de fuir, et se réfugia sur le territoire de la future commune de Thiat. Le village qui se forma alors pris plus tard le nom de Saint-Léger. Un artisanat de potier, verrier et forgeron s'y développa.
Au XIVe siècle, le village fut détruit par les Anglais. Les habitants le rebâtirent 1 km plus au sud et le nommèrent Thiat. La population était en majorité protestante jusqu'au début du XXe siècle, d'où la présence d'un temple.
Thiat n'était qu'un village de la commune de Darnac jusqu'en 1861, année où il fut érigé en commune de Thiat. Par la suite, fut construite l'église actuelle.
Le village fut un centre d'industrie de la porcelaine jusqu'en 1969.

## Politique et administration
| Période                                  | Période  | Identité              | Étiquette | Qualité |
| ---------------------------------------- | -------- | --------------------- | --------- | ------- |
| Les données manquantes sont à compléter. |          |                       |           |         |
| janvier 2019                             | En cours | Jean-Claude Courtioux |           |         |

| Période                                  | Période       | Identité              | Étiquette | Qualité |
| ---------------------------------------- | ------------- | --------------------- | --------- | ------- |
| Les données manquantes sont à compléter. |               |                       |           |         |
| 1925                                     | 1939          | Ernest Roy            |           |         |
| 1945                                     | 1953          | Ernest Roy            |           |         |
| 1953                                     | 1977          | Adrien Laval          |           |         |
| 1977                                     | 1983          | Louis Vauzelle        |           |         |
| 1983                                     | 2001          | Robert Roy            |           |         |
| mars 2001                                | 2008          | Jean-Pierre Roy       |           |         |
| mars 2008                                | 2010          | Jean-Pierre Roy       |           |         |
| décembre 2010                            | décembre 2018 | Jean-Claude Courtioux |           |         |

## Démographie
L'évolution du nombre d'habitants est connue à travers les recensements de la population effectués dans la commune depuis 1861. Pour les communes de moins de 10 000 habitants, une enquête de recensement portant sur toute la population est réalisée tous les cinq ans, les populations de référence des années intermédiaires étant quant à elles estimées par interpolation ou extrapolation. Pour la commune, le premier recensement exhaustif entrant dans le cadre du nouveau dispositif a été réalisé en 2006.

En 2016, la commune comptait 138 habitants, en évolution de −18,82 % par rapport à 2010 (Haute-Vienne : −0,68 %, France hors Mayotte : +2,11 %).
| 1861 | 1866 | 1872 | 1876 | 1881 | 1886 | 1891 | 1896 | 1901 |
| ---- | ---- | ---- | ---- | ---- | ---- | ---- | ---- | ---- |
| 730  | 764  | 743  | 736  | 806  | 833  | 801  | 747  | 761  |

| 1906 | 1911 | 1921 | 1926 | 1931 | 1936 | 1946 | 1954 | 1962 |
| ---- | ---- | ---- | ---- | ---- | ---- | ---- | ---- | ---- |
| 697  | 690  | 595  | 575  | 511  | 469  | 495  | 406  | 397  |

| 1968 | 1975 | 1982 | 1990 | 1999 | 2006 | 2011 | 2016 | - |
| ---- | ---- | ---- | ---- | ---- | ---- | ---- | ---- | - |
| 341  | 287  | 254  | 248  | 213  | 192  | 162  | 138  | - |

## Culture locale et patrimoine

### Lieux et monuments
- Église Saint-Léger de Thiat.
- Plusieurs moulins le long de la Brame : dans le sens du courant, moulin de Guinay, moulin de Bram (devenu une minoterie), moulin du Pétrot et moulin de Massugeon.
- Donjon du XIIe siècle, dit château de la Côte-au-Chapt, visible principalement de Thiat mais situé en fait sur la commune limitrophe de Darnac, au-delà de la Brame.
- Rocher surplombant du Breuil.
- À partir du village du Breuil, un chemin pédestre permet d'accéder au Saut de la Brame : site naturel pittoresque avec de magnifiques cascades et chaos rocheux au confluent de la Brame et de la Gartempe.

### Héraldique
|  | Les armoiries de Thiat se blasonnent ainsi : Coupé : au premier d'azur aux deux cuviers d'or, au second de gueules au cuvier d'argent. |

## Pour approfondir